# Pava

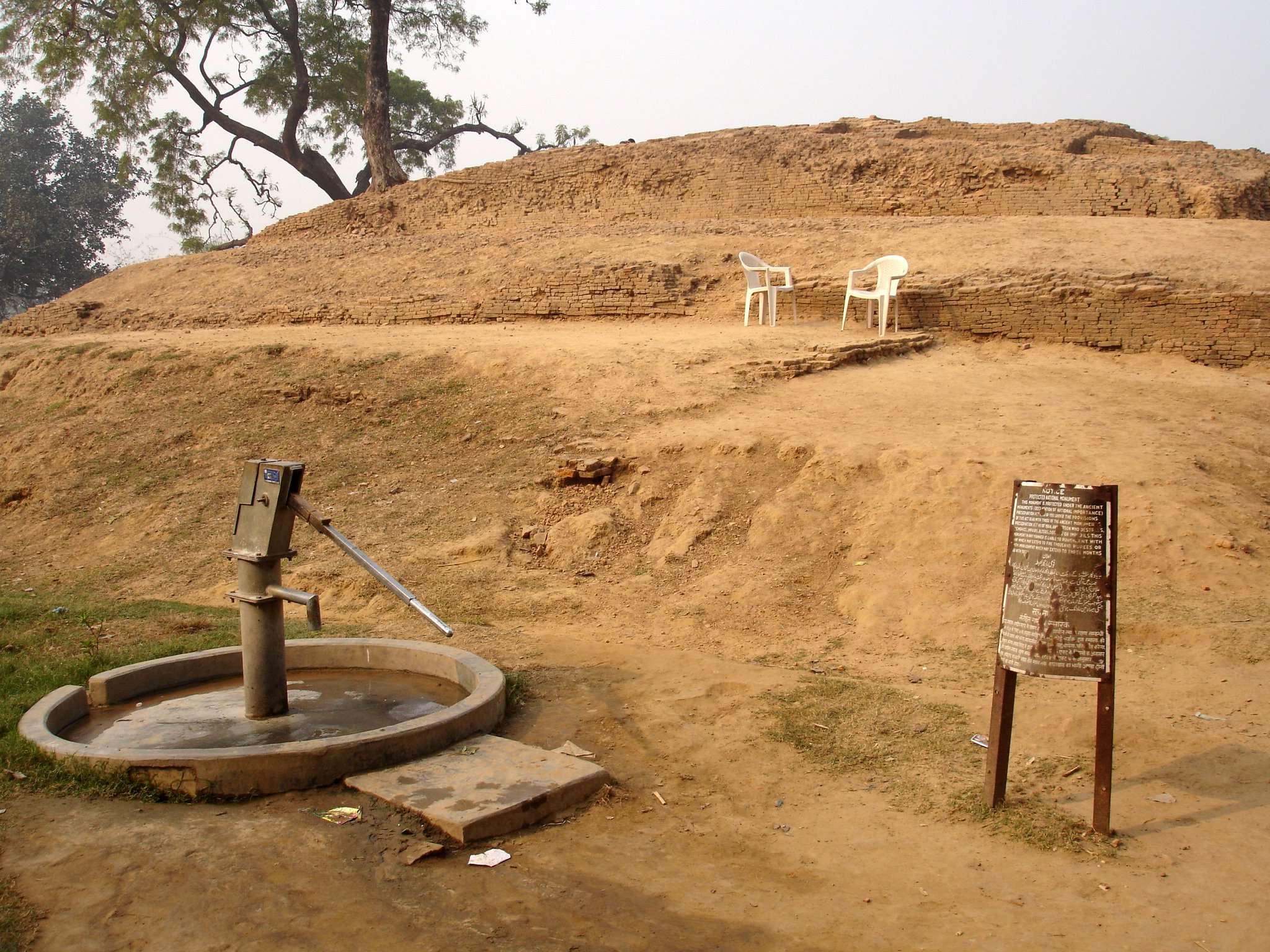
Pozůstatky stúpy v místech, kde stával Kundův dům

Pava bylo starověké indické město, které existovalo za dob Gautama Buddhy. Dnes leží ve státě Uttarpradéš. Patřilo mezi hlavní města království Mallů (druhým byla Kušinagara) a mělo to být právě zde, kudy Buddha procházel na své poslední cestě.
Podle buddhistické tradice měl Buddha zemřít poté, co mu kovář jménem Kunda dal jídlo, po kterém se Buddhovi udělalo špatně a nedlouho nato zemřel. A mělo to být právě v Pavě, kde Kunda žil jídlo Buddhovi podal. Z Pavy pak Buddha dále cestoval do Kušinagary, kde opustil hmotný svět a vstoupil do parinirvány. Po jeho smrti byla v Pavě vztyčena stúpa nad jeho ostatky.
Pava v minulosti bylo též centrum džinismu, a to zejména proto, že zde měl umřít Mahávíra, zakladatel džinismu.